# 中山彩奈
中山 彩奈（なかやま あやな、1997年10月22日 - ）は、日本の女子バスケットボール選手である。ポジションはシューティングガード。

## 来歴
鹿児島県出身。
鹿児島純心女子高校から名古屋学院大に進み、全国大会を経験。
卒業後は三重県スポーツ協会に登録し、三重とこわか国体を目指していた。
しかし、コロナ禍で三重とこわか国体が中止になったため、特例措置の適用による追加エントリーとして山梨クィーンビーズに加入し、2022年1月よりプレー。
2025年、現役引退。